# Orlin Starokin
Orlin Ognjanow Starokin (bułg. Орлин Огнянов Старокин; ur. 8 stycznia 1987 roku w Sofii) – bułgarski piłkarz, występujący na pozycji lewego obrońcy. Ma rosyjskie pochodzenie.
W piłkę nożną zaczął grać w wieku 10 lat.
Jest wychowankiem CSKA Sofia, ale już w wieku osiemnastu lat wyjechał do Burgas, gdzie początkowo był zawodnikiem tamtejszego Nafteksu. W pierwszym sezonie gry w tym klubie, w rozgrywkach 2005–2006, spadł do drugiej ligi. Na zapleczu ekstraklasy występował aż do 2009 roku, także podczas rocznego wypożyczenia w Czernomorcu Burgas.
Od lata 2009 był zawodnikiem pierwszoligowego już Czernomorca, prowadzonego przez byłego reprezentanta Bułgarii Krasimira Bałykowa. Dobre występy w tym klubie zaowocowały powołaniem do kadry narodowej na ostatnie mecze eliminacji do Mundialu 2010. W czerwcu 2011 roku odszedł do Lewskiego Sofia. W czerwcu 2014 został zawodnikiem Irtyszu Pawłodar.